# Ordre de bataille unioniste de Cedar Creek
Les unités et commandants suivants de l'armée de l'Union ont combattu lors la bataille de Cedar Creek de la guerre de Sécession. L'ordre de bataille est compilé à partir de l'organisation de l'armée lors de la campagne. L'ordre de bataille confédéré est indiqué séparément. 

## Abréviations utilisées

### Grade militaire
- MG = Major général
- BG = Brigadier général
- Col = Colonel
- Ltc = Lieutenant-colonel
- Maj = Commandant
- Cpt = Capitaine
- Lt = Lieutenant

### Autre
- (b) = blessé
- mb = mortellement blessé
- † = tué
- (PDG) = capturé

## Armée de la Shenandoah
MG Philip Sheridan, commandant
MG Horatio Wright

Escorte :
- 17th Pennsylvania Cavalry (détachement) : Maj H. Weidner Spera
- 6th U. S. Cavalry: Cpt Ira W. Claffin

### VIe corps
BG James B. Ricketts  (b)
BG George W. Getty
MG Horatio Wright

Escorte :
1sr Michigan Cavalry, compagnie G : Lieutenant William H. Wheeler
| Division                                                                  | Brigade | Régiments et autres |
| ------------------------------------------------------------------------- | --- | --- |
| Première division BG Frank Wheaton                                        | Première brigade Col William Henry Penrose (b) Ltc Edward L. Campbell (b) Cpt Baldwin Hufty | - 4th New Jersey : Cpt Baldwin Hufty - 10th New Jersey : Maj Lambert Boeman (†), Cpt Charles D. Claypool - 15th New Jersey : Ltc Edward L. Campbell, Cpt James W. Penrose |
| Première division BG Frank Wheaton                                        | Deuxième brigade Col Joseph Eldridge Hamblin (b) Col Ranald S. Mackenzie (b) Ltc Egbert Olcott | - 2nd Connecticut Heavy Artillery : Col Ranald S. Mackenzie, Maj Edward W. Jones - 65th New York : Ltc T. H. Higginbotham (†), Cpt Henry C. Fisk - 121st New York : Ltc Egbert Olcott, Cpt Daniel D. Jackson - 95th Pennsylvania : Cpt Dan Harper - 96th Pennsylvania : Cpt Dan Harper                                                                                       |
| Première division BG Frank Wheaton                                        | Troisième brigade Col Oliver Edwards | - 37th Massachusetts : Ltc George L. Montague - 49th Pennsylvania : Ltc Baynton J. Hickman - 82nd Pennsylvania : Col Isaac C. Bassett - 119th Pennsylvania : Ltc Gideon Clark - 2nd Rhode Island (bataillon) : Cpt Elisha Hunt Rhodes - 5th Wisconsin (bataillon) : Maj Charles W. Kempf - 17th Pennsylvania Cavalry : Maj Coe Durland                                       |
| Deuxième division BG George W. Getty BG Lewis A. Grant BG George W. Getty | Première brigade Col James M. Warner | - 62nd New York : Ltc Theodore B. Hamilton - 93rd Pennsylvania : Cpt David C. Keller - 98th Pennsylvania : Ltc John B. Kohler (†), Cpt Gottfried Bauer. - 102nd Pennsylvania : Maj James H. Coleman (†), Cpt James Patchell (b) - 139th Pennsylvania : Ltc John G. Parr |
| Deuxième division BG George W. Getty BG Lewis A. Grant BG George W. Getty | Deuxième brigade BG Lewis A. Grant Ltc Amasa Tracy BG Lewis A. Grant | - 2nd Vermont : Ltc Amasa Tracy, Cpt Elijah Wales, Ltc Amasa Tracy - 3rd Vermont, (bataillon) : Maj Horace W. Floyd - 4th Vermont : Maj Horace W. Floyd, Col George P. Foster - 5th Vermont : Maj Enoch E. Johnson - 6th Vermont, (bataillon) : Cpt Edwin R. Kinney (b), Cpt William J. Sperry. - 11th Vermont (1st Heavy Artillery): Ltc Charles Hunsdon                    |
| Deuxième division BG George W. Getty BG Lewis A. Grant BG George W. Getty | Troisième brigade BG Daniel D. Bidwell (†) Ltc Winsor B. French | - 1st Maine Veterans : Maj Stephen C. Fletcher - 43d New York (bataillon): Maj Charles A. Milliken - 49th New York (bataillon): Ltc Erastus D. Holt - 77th New York : Ltc Winsor B. French - 122d New York : Ltc Augustus W. Dwight (b), Maj Jabez M. Brower (b) - 61st Pennsylvania (bataillon): Cpt David J. Taylor                                                        |
| Troisième division Col J. Warren Keifer                                   | Première brigade Col William Emerson | - 14th New Jersey : Cpt Jacob J. Janeway - 106th New York : Cpt Alvah W. Briggs (b), Cpt Peter Robertson - 151st New York : Cpt Browning N. Wiles (b), Cpt Hiram A. Kimball - 184th New York (battalion): Maj William D. Ferguson - 87th Pennsylvania (bataillon): Cpt Edgar M. Ruhl (†), Cpt John A. Salsbury - 10th Vermont : Col William W. Henry (b), Cpt Henry H. Dewey |
| Troisième division Col J. Warren Keifer                                   | Deuxième brigade Col William H. Ball | - 6th Maryland : Maj Joseph C. Hill - 9th New York Heavy Artillery : Maj James W. Snyder - 110th Ohio : Ltc Otho H. Binkley - 122nd Ohio : Ltc Moses M. Granger - 126th Ohio : Maj George W. Voorhes (b), Cpt George W. Hoge - 67th Pennsylvania : Lt John F. Young - 138th Pennsylvania : Maj Lewis A. May                                                                  |
| Brigade d'artillerie Col Charles H. Tompkins                              | - 5th Maine Light Artillery (Battery E): Cpt Greenleaf T. Stevens - New York Light Artillery, 1st Battery: Lt Orsamus R. Van Etten - Battery C, 1st Rhode Island Light Artillery : Lt Jacob H. Lamb - Battery G, 1st Rhode Island Light Artillery : Cpt George W. Adams - Battery M, 5th U.S. Artillery : Cpt James McKnight | |

### XIXe corps
BG William H. Emory
| Division                                                 | Brigade | Régiments et autres |
| -------------------------------------------------------- | --- | --- |
| première division BG James W. McMillan                   | Première brigade Col Edwin P. Davis                                                                                              | - 29th Maine : Maj George H. Nye (b), Cpt Alfred L. Turner - 30th Massachusetts : Cpt Samuel D. Shipley - 90th New York : Ltc Nelson Shaurman (b), Cpt Honore De La Paturelle - 114th New York : Ltc Henry B. Morse - 116th New York : Col George M. Love - 153rd New York : Ltc Alexander Strain (b), Cpt George H. McLaughlin |
| première division BG James W. McMillan                   | Deuxième brigade Col Stephen Thomas                                                                                              | - 12th Connecticut : Ltc George N. Lewis - 160th New York : Cpt Henry P. Underhill - 47th Pennsylvania : Maj J. P. Shindel Gobin - 8th Vermont : Maj John B. Mead (b), Cpt Moses McFarland |
| première division BG James W. McMillan                   | Troisième brigade Col Leonard D. H. Currie                                                                                       | - 30th Maine : Col Thomas H. Hubbard - 133rd New York : Maj Anthony J. Allaire - 162nd New York : Col Justus W. Blanchard - 165th New York (six compagnies) : Ltc Gouverneur Carr - 173rd New York : Majr George W. Rogers |
| première division BG James W. McMillan                   | Division d'artillerie | - New York Light Artillery, 5th Battery : Cpt Elijah D. Taft |
| Deuxième division BG Cuvier Grover (b) BG Henry W. Birge | Première brigade BG Henry W. Birge Col Thomas W. Porter                                                                          | - 9th Connecticut (bataillon): Cpt John G. Healy - 12th Maine : Ltc Edwin Ilsley - 14th Maine : Ltc Charles S. Bickmore (†), Cpt John K. Laing - 26th Massachusetts (bataillon) : Lt John S. Cooke - 14th New Hampshire : Cpt Theodore A. Ripley (c), Cpt Oliver H. Marston - 75th New York : Maj Benjamin F. Thurber           |
| Deuxième division BG Cuvier Grover (b) BG Henry W. Birge | Deuxième brigade Col Edward L. Molineux                                                                                          | - 13th Connecticut : Col Charles D. Blinn - 11th Indiana : Ltc William W. Darnall - 22nd Iowa : Col Harvey Graham - 3rd Massachusetts Cavalry (démonté) : Col Lorenzo D. Sargent - 131st New York : Col Nicholas W. Day - 159th New York : Ltc William Waltermire                                                               |
| Deuxième division BG Cuvier Grover (b) BG Henry W. Birge | Troisième brigade Col Daniel Macauley (b) Ltc Alfred Neafie                                                                      | - 38th Massachusetts : Maj Charles F. Allen - 128th New York : Cpt Charles R. Anderson - 156th New York : Ltc Alfred Neafie, Cpt Alfred Cooley - 175th New York (bataillon): Cpt Charles McCarthey - 176th New York : Maj Charles Lewis                                                                                         |
| Deuxième division BG Cuvier Grover (b) BG Henry W. Birge | Quatrième brigade Col David Shunk                                                                                                | - 8th Indiana : Ltc Alexander J. Kenny (b), Maj John R. Polk - 18th Indiana : Ltc William S. Charles (b) - 24th Iowa : Ltc John Q. Wilds (mb), Maj Edward Wright (b), Cpt Leander Clark - 28th Iowa : Ltc Bartholomew W. Wilson (b), Maj John Meyer                                                                             |
| Deuxième division BG Cuvier Grover (b) BG Henry W. Birge | Division d'artillerie | - 1st Battery (A), Maine Light Artillery : Lt Eben D. Haley (b) |
| Artillerie de réserve Maj Albert W. Bradbury             | - 17th Battery, Indiana Light Artillery : Lt Hezekiah Hinkson - Battery D, 1st Rhode Island Light Artillery : Lt Frederick Chase | |

### Armée de Virginie-Occidentale(VIIIe corps)
BG George Crook
| Division                                                           | Brigade                                                     | Régiments et autres |
| ------------------------------------------------------------------ | ----------------------------------------------------------- | --- |
| Première division Col Joseph Thoburn (†) Col Thomas M. Harris      | Première brigade Ltc Thomas F. Wildes                       | - 34th Massachusetts : Cpt Andrew Potter - 2nd Battalion, 5th New York Heavy Artillery : Cpt Frederick C. Wilkie - 116th Ohio : Cpt Wilbert B. Teters (b), Cpt John Hull - 123rd Ohio : Maj Horace Kellog                                             |
| Première division Col Joseph Thoburn (†) Col Thomas M. Harris      | Deuxième brigade Colonel William B. Curtis                  | - 1st West Virginia : Ltc Jacob Weddle - 4th West Virginia : Cpt Benjamin D. Boswell - 12th West Virginia : Ltc Robert S. Northcott |
| Première division Col Joseph Thoburn (†) Col Thomas M. Harris      | Troisième brigade Col Thomas M. Harris Col Milton Wells (b) | - 23rd Illinois : Cpt Samuel A. Simison - 54th Pennsylvania : Cpt John Suter - 10th West Virginia : Ltc Moses S. Hall (b), Maj Henry H. Withers - 11th West Virginia : Ltc Van H. Bukey - 15th West Virginia : Col Milton Wells, Maj John W. Holliday |
| Deuxième division Col Rutherford B. Hayes                          | Première brigade Col Hiram F. Devol                         | - 23rd Ohio : Ltc James M. Comly - 36th Ohio : Ltc William H. G. Adney - 5th West Virginia (bataillon): Ltc William H. Enochs - 13th West Virginia : Col William R. Brown, Ltc James R. Hall                                                          |
| Deuxième division Col Rutherford B. Hayes                          | Deuxième brigade Ltc Benjamin F. Coates                     | - 34th Ohio (bataillon): Ltc Luther Furney - 91st Ohio : Maj Lemuel Z. Cadot - 9th West Virginia : Cpt John S. P. Carroll - 14th West Virginia : Maj Shriver Moore                                                                                    |
| Artillerie                                                         | Brigade d'artillerie Cpt Henry A. du Pont                   | - Battery L, 1st Ohio Light Artillery : Cpt Frank C. Gibbs - Battery D, 1st Pennsylvania Light Artillery : Lt William Munk - Battery B, 5th U.S. Artillery : Lt Henry F. Brewerton (b), Lt Charles Holman                                             |
| Division provisoire, Col J. Howard Kitching (mb) Col Wilhelm Heine | Première brigade Col Wilhelm Heine Ltc Thompson D. Hart     | - 6th New York Heavy Artillery : Maj Edward Jones (mb) - 103rd New York Infantry : Maj Joseph Morrison - 104th Pennsylvania Infantry : Cpt Theophiles Kephart                                                                                         |
| Division provisoire, Col J. Howard Kitching (mb) Col Wilhelm Heine | Deuxième brigade Ltc G. DePeyster Arden                     | - 41st New York Infantry : Ltc Detleo Von Einseidel - 10th New York Heavy Artillery : Ltc DePeyster Arden |

### Corps de cavalerie
BG Alfred T. A. Torbert
Escorte :
  
1st Rhode Island : Maj William H. Turner, jr.
| Division                                      | Brigade | Régiments et autres |
| --------------------------------------------- | --- | --- |
| Première division BG Wesley Merritt           | première brigade Col James H. Kidd                                                                                            | - 1st Michigan Cavalry : Cpt Andrew W. Duggan - 5th Michigan Cavalry : Maj Smith H. Hastings - 6th Michigan Cavalry : Maj Charles W. Deane - 7th Michigan Cavalry : Maj Daniel H. Darling - New York Light Artillery, 6th Battery : Cpt Joseph W. Martin                                      |
| Première division BG Wesley Merritt           | Deuxième brigade Col Thomas C. Devin                                                                                          | - 4th New York Cavalry : Maj Edward Schwartz - 6th New York Cavalry : Cpt George E. Farmer - 9th New York Cavalry : Col George S. Nichols - 19th New York Cavalry (1st New York Dragoons) : Col Alfred Gibbs - Batteries K & L, 1st US Artillery : Lt Franck E. Taylor                        |
| Première division BG Wesley Merritt           | Brigade de réserve Col Charles Russell Lowell (mb) Ltc Caspar Crowninshield                                                   | - 2nd Massachusetts Cavalry: Ltc Caspar Crowninshield, Cpt Archibald McKendry - 1st U.S. Cavalry : Cpt Eugene M. Baker - 2nd U.S. Cavalry : Cpt Robert S. Smith - 5th U.S. Cavalry : Lt Gustavus Urban                                                                                        |
| Deuxième division Col William H. Powell       | Première brigade Col Alpheus S. Moore                                                                                         | - 8th Ohio Cavalry (détachment): Col Samuel A. Gilbert - 14th Pennsylvania Cavalry : Maj Thomas Gibson - 22nd Pennsylvania Cavalry : Ltc Andrew J. Greenfield |
| Deuxième division Col William H. Powell       | Deuxième brigade Col Henry Capehart                                                                                           | - 1st New York Cavalry : Maj Timothy Quinn - 1st West Virginia Cavalry : Maj Harvey Farabee - 2nd West Virginia Cavalry : Ltc John J. Hoffman - 3rd West Virginia Cavalry : Ltc John L. McGee                                                                                                 |
| Deuxième division Col William H. Powell       | Division d'artillerie | - Battery L, 5th U.S. Artillery : Lt Gulian V. Weir |
| Troisième division BG George Armstrong Custer | Première brigade Col Alexander Cummings McWhorter Pennington, Jr.                                                             | - 1st Connecticut Cavalry : Cpt Edwin W. French - 3rd New Jersey Cavalry : Ltc Charles C. Suydam - 2nd New York Cavalry : Cpt Andrew S. Glover - 5th New York Cavalry : Maj Theodore A. Boice - 2nd Ohio Cavalry : Ltc George A. Purington - 18th Pennsylvania Cavalry : Maj John W. Phillips |
| Troisième division BG George Armstrong Custer | Deuxième brigade Col William Wells                                                                                            | - 3rd Indiana Cavalry (deux compagnies): Lt Benjamin F. Gilbert - 1st New Hampshire Cavalry (battaillon) : Col John L. Thompson - 8th New York Cavalry : Ltc William H. Benjamin - 22nd New York Cavalry : Maj Charles C. Brown - 1st Vermont Cavalry : Ltc John W. Bennett                   |
| Artillerie montée                             | - Batteries B & L, 2nd U.S. Artillery : Cpt Charles H. Peirce - Batteries C, F & K, 3rd U.S. Artillery : Cpt Dunbar R. Ransom | |

## LesNotes
1. ↑   Plusieurs noms de commandant indiquent une succession de commandement lors de la bataille ou de la campagne.
2. ↑  Documents officiels, de Série I, Volume XLIII, Partie 1, pages 125-130
3. ↑  A commandé pendant l'absence temporaire du général Sheridan au début de la bataille.
4. ↑  À Winchester, en Virginie., et non engagé dans la bataille.
5. ↑  Corps des officiers de jour au début de la bataille ; a rejoint plus tard, la brigade et commandé la gauche de sa ligne.
6. ↑  À la garde des trains de wagons, et ne sont pas engagés dans la bataille.
7. ↑  Welcher, The Union Army, 1861–1865 Organization and Operations. Vol. 1, p. 420 note que l'armée de Crook comprend en partie des troupes appartenant antérieurement au VIIIe corps, du département du milieu, et ainsi on emploie parfois ce nom parce qu'il est moins lourd que l'armée de Virginie-Occidentale. Le nom de l'organisation, créé par ordre du 8 août 1864, est l'armée de Virginie-Occidentale. Lewis, The Guns of Cedar Creek, p. 107, note que ce titre ronflant masque le fait que les 4 000 hommes ainsi appelés armée sont de la taille approximative d'une division de l'Union, et les deux divisions qui la constituent sont de la taille d'une brigade et commandées par des colonels.
8. ↑  Officier du corps du jour.
9. ↑  Dyer page 410
10. ↑  Seulement un petit détachement de la première brigade,et le 6th New York Heavy Artillery, de la deuxième brigade, sont engagés dans la bataille.
11. ↑  Détache pour servir au quartier général du général de Sheridan.
12. ↑  Du département de Virginie-Occidentale.